# Alfred Krause (Gewerkschafter)
Alfred Krause (* 27. Januar 1922 in Gelsenkirchen; † 23. Mai 2019 in Berlin) war ein deutscher Gewerkschafter. Er war von 1959 bis 1987 Bundesvorsitzender des Deutschen Beamtenbundes.

## Leben
Krause begann seine berufliche Tätigkeit als Beamtenanwärter bei der Deutschen Reichsbahn am 1. April 1937. Nach Kriegsteilnahme, zuletzt als Leutnant und Kompanieführer, und Gefangenschaft kehrte Krause in den Bahndienst zurück und stieg 1952 in den gehobenen Dienst auf. Als Bundesbahnoberamtsrat wurde Alfred Krause 1985 in den Ruhestand versetzt.
Seine gewerkschaftliche Tätigkeit begann Alfred Krause 1949 als Mitglied im Betriebs- und Personalrat auf Orts- und Bezirksebene sowie als Mitglied des Geschäftsführenden Hauptvorstandes der Gewerkschaft Deutscher Bundesbahnbeamten, Arbeiter und Angestellten (GDBA) im DBB. Von 1951 bis 1959 gehörte er dann als Beisitzer und später als Stellvertretender Vorsitzender dem Bundesvorstand des DBB an. Von 1959 bis 1987 war Alfred Krause Bundesvorsitzender des DBB.
Zu den Erfolgen des DBB unter dem Vorsitz Alfred Krauses zählen in den 1960er Jahren insbesondere die Verbesserung der Gehälter und Pensionen, die nach harten Auseinandersetzungen, vor allem mit dem damaligen Bundeskanzler Ludwig Erhard, durchgesetzt werden konnten.
In den 1970er Jahren nahm Krause, unter anderen als Mitglied der von der Bundesregierung eingesetzten Studienkommission zur Reform des öffentlichen Dienstrechts, für den DBB Einfluss auf die Bestätigung des Berufsbeamtentums im Rahmen der geführten Reformdiskussionen.
In den beginnenden 1980er Jahren trug Krause zur Lockerung der Spareingriffe in den öffentlichen Dienst und zur Überwindung der sogenannten Null-Runde bei. Die öffentliche Diskussion über Grundsatzfragen des öffentlichen Dienstes förderte der Bundesvorsitzende durch die von ihm angeregten und seit 1959 jeweils am Jahresbeginn durchgeführten beamtenpolitischen Arbeitstagungen.
Alfred Krause, seit 1958 Mitglied der CDU, vertrat den Deutschen Beamtenbund als Bundesvorsitzender in zahlreichen nationalen und internationalen Institutionen und Gremien. So gehörte er als Vertreter des DBB dem Wirtschafts- und Sozialausschuss der Europäischen Gemeinschaft (EG) an, amtierte als Vizepräsident des Internationalen Beamtenbundes (Confédération Internationale des Fonctionnaires – CIF), gehörte dem ZDF-Fernsehrat an und vertrat den DBB in den Selbsthilfeeinrichtungen des öffentlichen Dienstes.
Bis 1991 war Krause Mitglied der von der Bundesregierung eingesetzten Regierungskommission „Bundesbahn“. Noch bis Ende 2000 fungierte er als Vorsitzender des Wissenschaftlichen Instituts öffentlicher Dienst (WIÖD) e. V. Dort befasste sich Alfred Krause mit Problemen und Fragen der öffentlichen Verwaltung mit dem Schwerpunkt „neue Länder“.
Alfred Krause war verheiratet und hat einen Sohn. Er verstarb am 23. Mai 2019 hochbetagt in Berlin.

## Ehrungen
- 1972 Verleihung des Bundesverdienstkreuzes I. Klasse
- 1979 Verleihung des Großen Bundesverdienstkreuzes
- 1987 Verleihung des Großen Bundesverdienstkreuzes mit Stern
- 1993 Verleihung des Verdienstordens des Landes Nordrhein-Westfalen[2]
- Der DBB-Bundesvertretertag 1987 wählte Alfred Krause in Anerkennung seiner Verdienste einstimmig zum Ehrenvorsitzenden des DBB. Der Ehrenvorsitz wurde 2003 durch den DBB wegen Meinungsverschiedenheiten aberkannt.